# Atomaria puncticollis
Atomaria puncticollis là một loài bọ cánh cứng trong họ Cryptophagidae. Loài này được Thomson miêu tả khoa học năm 1868.